# زمردی کانیوه
زمردی کانیوه (نام علمی: Chlorostilbon canivetii) نام یک گونه از سرده زمردی‌ها است.